# Elise Gleichmann
Elise Gleichmann (* 12. August 1854 in Kulmbach; † 9. Juli 1944 ebenda) war eine in der Region Kulmbach tätige Mundartdichterin, Volkskundlerin und Sagensammlerin.

## Leben
Am 12. August 1854 wurde sie im Apothekerhof im Kulmbacher Ortsteil Spiegel geboren. Ihr Vater war der Kulmbacher Bürger und Bierbrauer Johann Georg Friedrich Hollweg. Sie besuchte die obere Schule in Kulmbach. In ihrer Autobiographie bemerkte sie, dass sie sich selbst darüber wunderte, in der Schule keine Strafen erhalten zu haben, „obgleich ich eine sehr lose Schülerin war, wobei ich aber trotzdem bei meinen sämtlichen Lehrern einen Stein im Brett hatte“. Obwohl ihr Vater darauf bedacht war, sie Hochdeutsch zu lehren und ihr auch die französische Sprache näherzubringen, verband sie schon als Kind und Jugendliche eine besondere Liebe zum einheimischen Dialekt. 1873 heiratete sie  in Kulmbach den Forstgehilfen und späteren Förster Gustav Gleichmann. Bis zum Tod ihres Mannes am 19. November 1908 war sie Hausfrau und Förstersgattin.
Nachdem sie als 55-Jährige Witwe geworden war, wurde auf Anregung des Heimatforschers Franz Karl Freiherr von Guttenberg ihr bisheriges Hobby zur Berufung. Sie sammelte Sagen, Kinderlieder und Schlumperlieder, erforschte die Sitten und Gebräuche des Kulmbacher Landes und arbeitete an einem Wörterbuch der oberfränkischen Mundart, das sie allerdings nicht vollenden konnte und es deshalb unveröffentlicht blieb. Sie starb am 9. Juli 1944 in ihrer Vaterstadt Kulmbach und liegt auf dem dortigen Friedhof begraben.

## Werke
- Die Glocke im Volksglauben, Sage und Dichtung, Kulmbach o. J.
- Ringelreihen – Kinderspiele und Reime gesammelt von Elise Gleichmann, Buchschmuck geschnitten von Hans Schaefer, Lichtenfels 1926
- Von Geistern umwittert – Oberfränkische Volkssagen gesammelt und nacherzählt von Elise Gleichmann, gesichtet und gedeutet von Peter Schneider, Lichtenfels 1927
- Hausmärchen aus dem Frankenland, Kulmbach (Selbstverlag) 1930
- Altvöterischa Schlumperliedla und Verschla aus Oberfranken, Lichtenfels 1933